# Prosopocoilus bison
Prosopocoilus bison es una especie de coleóptero de la familia Lucanidae. Presenta las siguientes subespecies:
- Prosopocoilus bison bison
- Prosopocoilus bison buruensis
- Prosopocoilus bison hortensis
- Prosopocoilus bison magnificus
- Prosopocoilus bison tesserarius

## Distribución geográfica
Habita en Kai en (Indonesia) y en el Archipiélago Bismarck.